# Луи, Лоран
Лоран Луи (фр. Laurent Louis; род. 29 февраля 1980, Нивель) — бельгийский депутат, политик, общественный деятель. Выступает за прямую демократию. За свои скандальные высказывания неоднократно обвинялся в ксенофобии и антисемитизме.

## Биография
Родился 29 февраля 1980 года в Нивеле и принадлежит к франкофонной части населения Бельгии.
Учился в колледже Сент-Гертруда в Нивеле с углублённым изучением древнегреческого языка и латыни. После колледжа поступил в католический университет Лувена на факультет права, который не окончил.

## Политическая деятельность
В течение около 12 лет с 1998 до 2010 был членом Движения Реформаторов. После того, как в Бельгии была создана Партия Народа (Народная Партия), Луи присоединяется к ней, покинув Движение Реформаторов. На федеральных выборах в парламент Бельгии Луи проходит как первый и единственный депутат от Партии Народа в парламент.
В начале 2011 Лорана Луи исключают из Партии Народа за его публичное высказывание о том, что бродячие актёры Бельгии (в том числе цыгане) занимают землю по всей стране незаконно, не имеют средств к существованию, ведут асоциальный и бродячий образ жизни и должны быть каким-то образом выведены из этого положения принудительным путём. Некоторые влиятельные общественные организации Бельгии расценили эти слова как расистские, а также направленные против прав человека. Руководство Партии Народа лишило членства Лорана Луи в рядах партии и он автоматически стал так называемым «независимым депутатом» в бельгийском парламенте, то есть не представляющим никакую официально зарегистрированную партию.
Через месяц, в феврале 2011, Лоран Луи основывает собственную партию «Демократическое Либеральное Движение», в которой становится председателем. Ещё через несколько месяцев он переименовывает партию в «Движение за Свободу и Демократию». Его партия выступает за прямую демократию, кандидаты выбираются народом, а государственные должности среди избранных должны распределятся жребием (случайным образом, не зависимым ни от кого лично). Так Луи хочет противодействовать государственной коррупции, способствуя честной и свободной ротации государственных чиновников. Лоран Луи и его партия выступают за упразднение политических партий как института власти, что должно уничтожить феномен партократии, когда партия и её члены принимают решения всегда в свою пользу (корпоративный принцип), а не в пользу их избирателей. Чтобы соответствовать своим принципам, Лоран Луи снова распускает свою партию 11 января 2013, то есть его партия просуществовала около 2 лет.
Лоран Луи, единственный депутат бельгийского парламента, последовательно выступал против участия Бельгии в рамках НАТО в военных операциях за рубежом, в частности в Ливии и Мали. Луи считает, что страны Запада во главе США проводят неоколониальную политику в отношении Афганистана, Ирака, Ирана, Ливии, Сирии, Мали и др. Прикрываясь общечеловеческими ценностями и угрозой терроризма, страны Запада на самом деле преследуют экономические и геостратегические цели, считает Луи. Лоран Луи выступает за суверенитет Бельгии и за её выход из ООН, НАТО и Евросоюза, как минимум до тех пор, пока страны-члены этих организаций не прекратят свою неоколониальную и агрессивную политику.

## Борьба с педофилией
Лоран Луи является наиболее известным и активным бельгийским борцом с педофилией.
11 января 2012 Луи обвинил премьер-министра Бельгии Элио Ди Рупо в том, что он ведет распущенную частную жизнь и заподозрил его в педофилии. 19 апреля 2012 на пресс-конференции по борьбе с педофилией Луи утверждал то, что он раскрыл целые сети педофилов, члены которых состоят на высоких государственных должностях, покрывая или препятствуя раскрытию преступлений на почве педофилии. Так Лоран Луи сообщил в связи со скандальным случаем Дютро, что результаты аутопсии двух умерших девочек показали, что они подверглись сексуальному насилию также и уже после своей смерти. В то время как по официальной версии их насильник до их смерти уже несколько месяцев сидел в тюрьме. То есть Луи утверждал, что девочек после их смерти насиловали либо следователи, либо кто-то ещё. Кроме того, Луи не верит официальной версии, по которой эти девочки умерли якобы от голода.
Луи также опубликовал различные документы, свидетельствующие о педофилии различных общественных и политических деятелей Бельгии, кроме прочих мэра Брюсселя.

## Антисемитизм
Некоторые общественные организации обвиняют Лорана Луи в клевете, разжигании ненависти, причастности к ультраправым кругам и другом, против Луи подаются жалобы в парламент.
На основании этих жалоб комитет парламента постановляет провести расследование против Лорана Луи, в рамках которого дома у Луи и в офисах его партии проходят несколько обысков полиции. Сам Луи вынужден пройти психиатрическое освидетельствование. 7 июня 2012 против Луи выдвинуто официальное обвинение в клевете, которое до сих пор не подтверждено и не опровергнуто в виду проведения расследования.
В 2013 году Луи, провозгласивший себя «антисионистом», оставил на своей странице в Фейсбуке пост антисемитского конспирологического содержания, обвинявший сионистов в организации Второй мировой войны и мировом господстве. В январе 2014 года во время дискуссии в парламенте объявил Холокост детищем сионизма.
4 мая 2014 года бургомистр коммуны Андерлехт Эрик Томас, поддержанный министром внутренних дел Бельгии Жоэль Мильке, запретил Лорану Луи проведение «Диссидентского конгресса» с участием таких фигур, как Дьедонне Мбала Мбала и Ален Сораль. В стрельбе в Еврейском музее в Бельгии 24 мая 2014 года Луи усмотрел «провокацию» против себя накануне выборов.
В целом Лоран Луи представляется негативно в крупных бельгийских СМИ.